# ألبرتو خورادو
ألبرتو خورادو هو منافس ألعاب قوى إكوادوري، ولد في 1902، وتوفي في 10 أغسطس 1984.

## وصلات خارجية
- ألبرتو خورادو على موقع أوليمبيديا (الإنجليزية)